# Новомиргород
Новомиргород (укр. Новомиргород) град је у Кировоградске области централне Украјине, у јужном делу средњег Дњепра области, око 230 km јужно од главног града Кијева. То је административно средиште Новомиргородског рејона.
Новомиргород се налази на обалама реке Велика Вис. Према процени из 2011. било је око 11.677 становника.

## Историја
Први спомен насеља као села је из 1740. године, а основали су га запорошки козаци. Између 1752-1764. године град има изразито српски етнички карактер и милитарски статус.
Трговачки цех у месту је основан 1764. године. Ту је 1760. године команда и гарнизон "Црног хусарског пука" тј. бившег Хорватовог српског хусарског пука (који је преименован). Након две деценија постојања града у њему је око 600 домова и три православне цркве. Новомиргород је 1775. године ушао у састав Азовске губерније, тада основане.
Године 1787. у граду су градски и окружни суд. Генерал мајор гроф Подгоричанин је био на челу полиције.
Град је два пута 1820. и 1821. године док је ту у околини био изгнаник, славни руски песник Пушкин. Град је добио свој грб 6. октобра 1845. године.
Од 1923. године Новомиргород је био окружни центар Јелисаветградског округа. Од 1959, град има регионалну подређеност.
Кабинет Министара Украјине од 26. јула 2001, град Новомиргород наводи под историјска насеља Украјине. У 2010, је био њен 270-годишњи јубилеј.

## Престоница Нове Србије
Између 1752. и 1764, Новомиргород је био престоница Нове Србије. Смештен је у долини поред тадашње пољске границе. Ту се налазио штаб оснивача и команданта Нове Сербије генерала Јована Хорвата. Хорват се од стране Руса сматра оснивачем Миргорода као града (1852), где су дотад биле разбацане козачке колибе.
Постојала су два српска пука, у чијем саставу је било по 20. рота (чета) са граничарским насељима. Комадант Хорват је ту 4. децембра 1753. године устројио и војни гарнизон, у који су ушли досељени Срби војници, пре свега они из Црне Горе. Западни део града се зато и сада зове "Црна Гора", по њима. У средишту града је направљено у то време земљано утврђење, са пет бастиона и две капије, опкољено рововима и насипима, у којем се налазало војно складиште. У средишту те тврђаве био је посед Хорватов "окружен алејама липа и негованим вртом, као и стајама за 50 коња." У згради команде где је пре била канцеларија Хусарског пука, основана је 9. марта 1759. године и Ново-Србска канцеларија са припадајућом касом. Под једним кровом били су смештени, осим канцеларија: кафана са билијаром, четири гостинске собе са кухињом, чест трговачких дућана где су се бавили рентијери трговци. а на градском тргу је био главни пијачни простор и 14 дућана под једним кровом.
У граду тада шанцу било је седиште Новосрбског војног корпуса. Корпус су 1759. године чинила четири пука и месни војни гарнизон. Командир корпуса био је 1752-1763. године генерал лајтант Јован Хорват. Након његове суспензије због истраге 1762. године на том месту се налазило неколико Руса, да био заменик командира 1763-1764. године био Србин, бригадир Максим Зорић (1719-1775). У Главној канцеларији Новосрбског корпуса (1759—1764) били су и Срби и Руси официри и други намештеници. Начелник генерал Јован Хорват (1759—1763), а Срби потчињени су били тада: Јованов син подпуковник Антон Хорват асесор (рођ. 1749), премијер мајор Лазар Серезлија асесор, капетан Самуил Хорват (Марковић) асесор, премијер мајор Никола Третиновић асесор, и капетан Вујић асесор. У Војном суду су били: председници премијер мајори Никола Цветановић, па Лазар Серезлија. Асесори у том суду: Јован Хорват, Јосиф Хорват, Лазар Серезлија, капетан Поповић и други. Главни лекар био је од 1759. године Антон Лау. у Новомиргородском гарнизону је плац-лајтант био Арсеније Станковић.
Капетан Петар Серезлија писао је пријатељу у Велики Варадин: Овде нас нико не назива шизматицима... Овде је наше царство и наша влада.
У граду је посед имао и генерал Петар Текелија, којег су посећивали многи Срби путници, међу којима синовац Сава Текелија и књижевник Доситеј Обрадовић. Имање са огромним двориштем у чијем је средишту био велики двор са 20 соба, од храстовине, био је лусузно опремљен и украшен. Уз главни друм који је пролазио поред имања било је 70 кућа Црногораца војника. Генерал Текелија је 1788. године пострадао од пада са коња, због чега је дуго боловао. Дао је 1790. године оставку на активну службу и вратио се у Новомиргород на свој посед. Умро је 1792. године и сахрањен у градској православној цркви Св. Николе. У храму у чијој је градњи знатно учествовао се налази његов мермерни надгробни спомен. Текелијин велики двор наследио је његов незаконити син, који га је упропастио па изгубио. Двор је 1811. године по сећању синовца Саве био "сабласно пуст".

## Црква и школа
У време када је основан шанац у Миргороду, започела је децембра 1752. године градња православне саборне цркве Св. Николе, од камена. Градили су је православни Срби досељеници. Парохијани те цркве су 1852. године прославили стогодишњицу храмовну. Српски свештеник поп Петар Булић (досељеник из Баната) је 1753-1763. године парох у Миргороду. Када је 1763. године у Новомиргороду основана Новомиргородска протопопија, поп Булић је био први прота (1763—1796). Након њега нови прота био је поп Григорије Саражиновић.
Нађена је грамата дата поп Максиму, од стране кијевског митрополита Тимотеја за изградњу другог православног храма, од дрвета, посвећеног Рођењу Пресвете Богородице. Стојала је та богомоља у средини "крепости", између 1776-1823. године, па пренесена у село Буличиево-Петровка.
Чувена Светоилинска камена црква подигнута је 1786. године, и данас је најстарији културно-историјски споменик у тој области. Занимљиво је да на спомен-плочи у храму стоји као година изградње 1766. а што је наводно грешка. Њен ктитор је био трговац Никола Хаџија.
Православну Петропавловску цркву, дрвену је подигао 1782. године о свом трошку генерал Петар Текелија. Уништена је 1820. године. Црква та је служила насељеницима Црногорцима као богомоља.
Јован Хорват је радио на оснивању једне нове српске православне епископије са седиштем у Новомиргороду. Када је 1758. године у Нову Србију дошао далматински епископ Симеон Кончаревић искрсла је прилика за реализацију те идеје. Велика српска делегација ишла је у Москву да то издејствује и мада су добили подршку Сената, руски Синод је све одбио. Грађани Новомиргорода су због тога јавно протестовали у средишту насеља.
Одмах по доласку у Новомиргород Хорват је отворио Српску народну школу. Наставу је прво држао ђакон Павле. За целу област је успео да обезбеди три свршена ученика Кијевске Духовне академије. Први познати учитељи били су Исаија Новаковић, Павле Вујичић и Јосиф Чернец.

## Градови-побратими
- Србобран,  Србија